# Lucas Faggiano
Lucas Faggiano (Bahía Blanca, 21 marzo 1989) è un cestista argentino.
È il figlio dell'ex cestista Jorge Faggiano.

## Palmarès
- Copa Princesa de Asturias: 1

Estudiantes: 2022